# Scottie Pippen
Scotty Maurice Pippen, bardziej znany jako Scottie Pippen (ur. 25 września 1965 w Hamburgu w stanie Arkansas) – amerykański koszykarz, występujący na pozycji niskiego skrzydłowego, sześciokrotny mistrz National Basketball Association z drużyną Chicago Bulls. W 2010 został włączony do Koszykarskiej Galerii Sław im. Jamesa Naismitha.

## Życiorys
Urodził się jako 12. dziecko Ethel i Prestona Pippenów w Hamburgu w stanie Arkansas. W szkole średniej zapisał się do drużyny koszykarskiej, jednak z powodu ówcześnie niskiego wzrostu nie był w stanie rywalizować z rówieśnikami. W drugim sezonie mierzył już 180 cm wzrostu i grał w pierwszej piątce na pozycji rzucającego obrońcy. Po ukończeniu szkoły średniej nie otrzymał stypendium, lecz dostał propozycję zostania studentem-pracownikiem, jako kierownik sprzętu, aby pokryć koszty nauki. Na drugim roku koledżu otrzymał stypendium i grał w pierwszej piątce drużyny koszykarskiej uniwersytetu Central Arkansas. W dwóch ostatnich sezonach spędzonych w drużynie zdobywał nagrodę najlepszego koszykarza sezonu ligi NAIA. 22 czerwca 1987 roku został wybrany z piątym numerem draftu przez Seattle SuperSonics, jednak został oddany do Chicago Bulls za Oldena Polynice i wybór w drugiej rundzie draftu. Ma rozstaw ramion 220 cm.
W sezonach 1994/1995 i 1995/1996 zajął drugie miejsce w głosowaniu na obrońcę roku NBA.
Uhonorowano go pomnikiem z brązu odsłoniętym w hali United Center 7 kwietnia 2011 roku.

## Osiągnięcia i rekordy

### College
- Uczelnia zastrzegła należący do niego numer 33

### NBA
- 6-krotny mistrz NBA (1991-1993, 1996-1998)[6]
- 7-krotny uczestnik meczu gwiazd NBA (1992-1998)[7]
- MVP meczu gwiazd (1994)[8]
- Wybrany do:
  - I składu:
    - NBA (1994-1996)[9]
    - defensywnego NBA (1992-1999)[10]

  - II składu:
    - NBA (1992, 1997)[9]
    - defensywnego NBA (1991, 2000)[10]

  - III składu NBA (1991, 2000)[9]
  - grona 50 najlepszych zawodników w historii NBA (NBA’s 50th Anniversary All-Time Team – 1996)[11]
  - składu najlepszych zawodników w historii NBA, wybranego z okazji obchodów 75-lecia istnienia ligi (2021)[12]
  - Koszykarskiej Galerii Sław (Naismith Memorial Basketball Hall Of Fame – 2010)[13]
- Lider NBA w przechwytach (1995)[14]
- Zawodnik:
  - miesiąca NBA (kwiecień 1994, grudzień 1995)[15]
  - tygodnia NBA (29.12.1991, 26.12.1993, 17.04.1994, 17.12.1995, 23.02.1997)[16]
- Klub Chicago Bulls zastrzegł należący do niego w numer 33[17]

### Reprezentacja
- Mistrz:
  - olimpijski (1992[18], 1996[19])
  - Ameryki (1992)[20]
- Koszykarz Roku – USA Basketball Male Athlete of the Year (1996)[21]
- Wybrany do Koszykarskiej Galerii Sław jako członek drużyny olimpijskiej z 1992 roku (Naismith Memorial Basketball Hall Of Fame – 2010)[22]

### Rekordy indywidualne
- Punktów: 47 vs. Denver Nuggets 19 lutego 1997
- Trafione rzuty: 19 vs. Denver Nuggets 19 lutego 1997
- Oddane rzuty: 34 vs. New York Knicks 12 lutego 1993
- Trafione rzuty za trzy punkty: 6 (5 razy)
- Oddane rzuty za trzy punkty: 13 @ Toronto Raptors 8 grudnia 1996
- Trafione rzuty wolne: 13 @ Los Angeles Clippers 23 kwietnia 1999
- Oddane rzuty wolne: 21 @ Charlotte Hornets 5 listopada 1993
- Zbiórki w ataku: 8 (2 razy)
- Zbiórki w obronie: 16 vs. New York Knicks 25 grudnia 1994
- Zbiórki ogółem: 18 @ New York Knicks 31 marca 1992
- Asysty: 15 (2 razy)
- Przechwyty: 9 vs. Atlanta Hawks 8 marca 1994
- Bloki: 5 (5 razy)

### Rekordy NBA
Sezon zasadniczy
- Jeden z zaledwie trzech zawodników w historii NBA, którzy uzyskali w trakcie jednego sezonu co najmniej 200 przechwytów i 100 bloków (1989/90)
- Jeden z zaledwie czterech zawodników w historii NBA, którzy przewodzili swojej drużynie w pięciu podstawowych statystykach (punkty, zbiórki, asysty, przechwyty, bloki – 1994/95)
- Wspólnie z Michaelem Jordanem i Dennisem Rodmanem wybrano go do I składu defensywnego NBA w sezonie 1995/1996. Był to piąty tego typu przypadek w historii NBA, kiedy to wyróżniono w ten sposób trzech zawodników z jednej drużyny.
- 18 lutego 1996 w spotkaniu z Indiana Pacers Michael Jordan zdobył 44 punkty, Pippen natomiast 40. Był to dziewiąty przypadek w historii NBA, kiedy to dwóch zawodników z jednej drużyny zdobyło w trakcie jednego spotkania co najmniej 40 punktów.

Play-off
- Lider wszech czasów fazy play-off w liczbie uzyskanych przechwytów (395)[23]

## Życie prywatne
S. Pippen był dwukrotnie żonaty. Jego pierwszą żoną była Karen McCollum, którą poślubił w 1988. Z tego związku miał syna Antrona, który zmarł 18 kwietnia 2021. W 1990 roku para rozwiodła się. W 1997 ożenił się z Larsą Younan, która później została gwiazdą programu "Real Housewives of Miami". Mają czworo dzieci: Scotty'ego Jr (ur. 10 listopada 2000), Prestona (ur. 26 sierpnia 2002), Justina (ur. 11 lipca 2005) i Sophię (ur. 26 grudnia 2008). Scotty i Larsa rozwiedli się w 2021 roku. Sportowiec jest autorem książki dla dzieci pt. „Reach Higher” wydanej 1997 roku.